# Nowopokrowka (Kirgisistan)
Nowopokrowka (kirgisisch und russisch Новопокровка; ältere Schreibweise Ново-Покровка Nowo-Pokrowka) ist ein Dorf im Norden des zentralasiatischen Staates Kirgisistan mit 23.289 Einwohnern (Stand 2022).
Nowopokrowka befindet sich im Rajon Yssyk-Ata im Oblus Tschüi unmittelbar östlich der kirgisischen Hauptstadt Bischkek. Einst lebten rund 5000 teils deutschstämmige Einwohner im Dorf, die inzwischen fast alle nach Deutschland ausgewandert sind. Es gibt im Dorf heute zwei Moscheen, eine russisch-orthodoxe Kirche und eine baptistische Kirche. Einige Kilometer südöstlich von Nowopokrowka befindet sich die von der russischen Luftwaffe genutzte Basis bei Kant.
Im Dorf liegt die archäologische Fundstätte Novopokrovskoe 2, 1,5 km nordwestlich davon liegt die Fundstätte Novopokrovskoe 1. Die Reste datieren sich auf das 7.–12. Jahrhundert.

## Infrastruktur
Nowopokrowka erstreckt sich entlang der Fernstraße von Bischkek zum Yssyk-Köl. Zwischen Nowopokrowka und Bischkek verkehren Marschrutki und Busse. Südlich des Dorfes verläuft die Bahnlinie zwischen Bischkek und Balyktschy; Züge halten in Nowopokrowka jedoch nur bei Bedarf.

## Bevölkerung
| Jahr | Einwohner |
| ---- | --------- |
| 1999 | 18.088    |
| 2009 | 19.135    |
| 2022 | 23.289    |

## Persönlichkeiten
- Lilli Schwarzkopf (* 1983), deutsche Leichtathletin